# Кинг, Эдди
Кла́йд Э́двард (Э́дди) Кинг (англ. Clyde Edward (Eddie) King, 18 сентября 1911, Хардисти, Канада, Великобритания — 8 июня 1994, Ред-Дир, Канада) — канадский легкоатлет, выступавший в беге на средние дистанции. Участник летних Олимпийских игр 1932 года.

## Биография
Эдди Кинг родился 18 сентября 1911 года в канадском городе Хардисти.
Выступал в легкоатлетических соревнованиях за олимпийский клуб из Гамильтона. В 1929—1931 годах трижды становился чемпионом Канады в беге на 1 милю.
В 1932 году вошёл в состав сборной Канады на летних Олимпийских играх в Лос-Анджелесе. В полуфинальном забеге на дистанции 800 метров занял 4-е место, показав результат 1 минута 54,4 секунды и уступив 4 десятых ставшему третьим и попавшему в финал Неду Тёрнеру из США. В полуфинальном забеге на дистанции 1500 метров занял 3-е место с результатом 3 минуты 58,6 секунды, но не попал в финал. Кроме того, был заявлен в составе сборной Канады на эстафету 4х400 метров, но не участвовал в ней.
Умер 8 июня 1994 года в канадском городе Ред-Дир.

## Личные рекорды
- Бег на 800 метров — 1.54,4 (1 августа 1932, Лос-Анджелес)[1]
- Бег на 1500 метров — 3.58,6 (3 августа 1932, Лос-Анджелес)[1]